# John Trumbull (schilder)
John Trumbull (Lebanon (Connecticut), 6 juni 1756 - New York, 10 november 1843) was een Amerikaans kunstschilder, vooral bekend om zijn historische schilderijen van gebeurtenissen in de Amerikaanse Onafhankelijkheidsoorlog, waaraan hij zelf ook als soldaat had deelgenomen. Trumbull maakte behalve historiestukken ook portretten van de politieke en militaire leiders van de Amerikaanse Revolutie. Vier van zijn doeken hangen in de Rotunda van het Amerikaanse Capitool. Trumbull was na de Amerikaanse onafhankelijkheid betrokken bij diplomatieke missies en onderhandelingen. 

## Jeugd
Trumbull was de zoon van Jonathan Trumbull en Faith Robinson-Trumbull. Zijn vader was gouverneur van Connecticut van 1769 tot 1784. Hij had twee oudere broers: Joseph Trumbull, als eerste commissaris-generaal belast met de bevoorrading van het Continentale Leger in de Onafhankelijkheidsoorlog, en Jonathan Trumbull Jr., de tweede voorzitter van het Huis van Afgevaardigden. Van 1771 tot 1773 studeerde Trumbull aan Harvard College. Door een ongeluk in zijn jeugd was hij aan één oog blind. Dit kan van invloed zijn geweest op zijn gedetailleerde schilderstijl.

## Onafhankelijkheidsoorlog
Als soldaat in de Amerikaanse Onafhankelijkheidsoorlog maakte Trumbull in Boston tekeningen van de Britse en Amerikaanse linies en verdedigingswerken, en was hij getuige van de Slag om Bunker Hill. Hij werd benoemd tot tweede adjudant van generaal George Washington, en in juni 1776 tot plaatsvervangend adjudant-generaal van generaal Horatio Gates. Hij nam in 1777 ontslag uit het leger na een geschil over de ingangsdatum van zijn officiersbenoeming.
In 1780 besloot Trumbull van de kunst zijn beroep te maken. Hij reisde naar Londen, waar hij door bemiddeling van Benjamin Franklin kon gaan studeren bij de Engels-Amerikaanse schilder Benjamin West. Op aanraden van West schilderde Trumbull kleine schilderijen van de Onafhankelijkheidsoorlog en miniaturen. 
Op  2 oktober 1780 werd de Britse agent majoor John André door Continentale troepen in Noord-Amerika opgehangen als spion. Nadat het nieuws Groot-Brittannië had bereikt, werd Trumbull als officier in het Continentale Leger gearresteerd op beschuldiging van hoogverraad, en zeven maanden gevangen gezet. In januari 1782 kwam hij na een reis van zes maanden terug in de Verenigde Staten.

## Schilder van de Revolutie en diplomaat

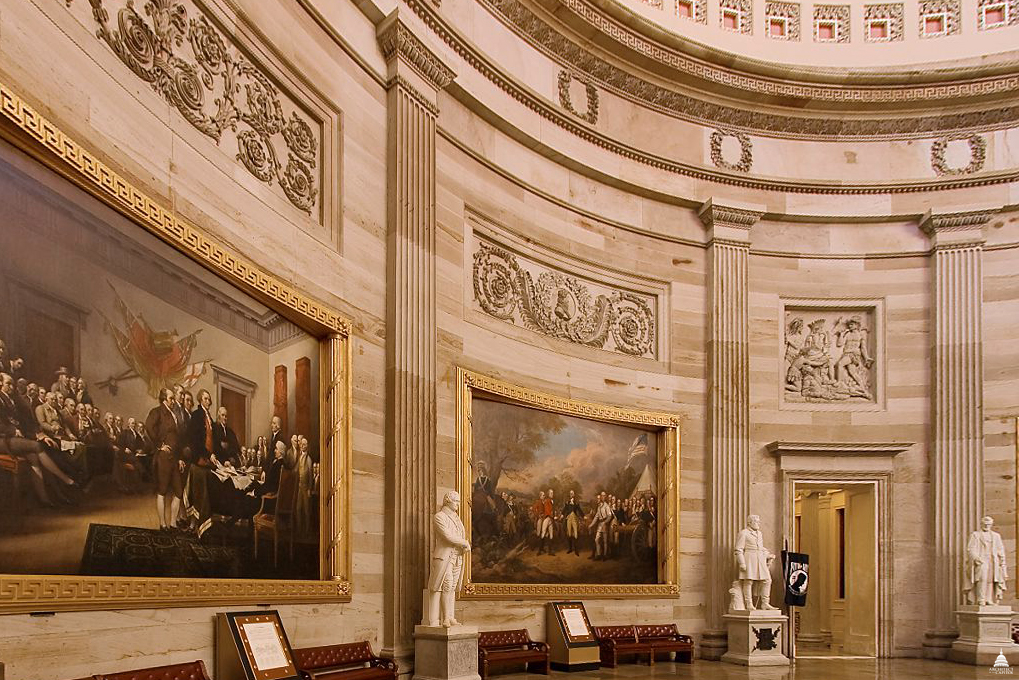
Historiestukken van Trumbull in de rotunda van het Amerikaanse capitool

Toen Groot-Brittannië in 1784 de onafhankelijkheid van de Verenigde Staten had erkend, keerde Trumbull terug naar Londen om bij West verder te studeren. Zijn eerste grote werk, Een afvaardiging van de senaat biedt Cincinnatus het bevel over de Romeinse legers aan, werd dat jaar geaccepteerd voor de expositie van de Royal Academy of Arts. In juli 1786 ging Trumbull naar Parijs, waar hij portretschetsen maakte van Franse officieren voor zijn schilderij De Overgave van Lord Cornwallis. Met de hulp van Thomas Jefferson, de Amerikaanse ambassadeur in Frankrijk, begon Trumbull aan de eerste opzet van zijn doek De Onafhankelijkheidsverklaring. Gedurende de volgende vijf jaar schilderde Trumbull kleine portretten van de ondertekenaars van de onafhankelijksverklaring, die hij later zou gebruiken om het grotere schilderij samen te stellen. 
De Onafhankelijkheidsverklaring werd door het Congres van de Verenigde Staten aangekocht, samen met Trumbulls Overgave van generaal Burgoyne, Overgave van Lord Cornwallis en Generaal George Washington treedt terug als opperbevelhebber, allemaal doeken die verband houden met de Amerikaanse Revolutie. Ze hangen nu in de rotunda van het Capitool. 
Trumbull voltooide verschillende andere schilderijen die verband hielden met de Revolutie en maakte portretten van militaire en politieke leiders zoals generaal Washington, George Clinton, Alexander Hamilton, John Jay, John Adams, Rufus King en Stephen Van Rensselaer. Trumbull zelf werd geschilderd door Gilbert Stuart en vele anderen.
In 1791 werd Trumbull verkozen tot Fellow van de American Academy of Arts and Sciences en in 1792 tot lid van de American Philosophical Society.
In 1794 was Trumbull in Londen secretaris van John Jay tijdens de onderhandelingen over het verdrag met Groot-Brittannië (het Verdrag van Jay). In 1796 werd hij benoemd tot lid van een commissie die belast was met de uitvoering van het artikel zeven van het Verdrag van Jay, dat ging over schadeclaims van Amerikaanse en Britse kooplieden bij de regering van de tegenpartij, als gevolg van acties die tijdens de oorlog hadden plaatsgevonden. Na zijn werk bij deze commissie ging hij naar Stuttgart om de voltooide gravure van de Slag bij Bunker's Hill op te halen. Op de terugreis passeerde hij Parijs, en bracht het eerste bericht over de Affaire XYZ (een diplomatieke crisis tussen Frankrijk en de Verenigde Staten in 1797 - 1798) uit Frankrijk naar Amerika. 

## Laatste levensjaren
Trumbull was van 1816 tot 1836 president van de American Academy of the Fine Arts in New York. Omdat hij de nadruk legde op de klassieke kunsttraditie kon hij niet goed opschieten met de studenten. Tegelijkertijd gingen zijn eigen technische vaardigheden als schilder achteruit. In 1825 trokken veel van de studenten zich terug en stichtten de National Academy of Design. 
Trumbull kende later in zijn leven moeilijke tijden waarin hij er niet in slaagde zijn schilderijen te verkopen. In 1831 verkocht hij een serie van 28 schilderijen en 60 miniatuurportretten aan de Yale-universiteit voor een lijfrente van $1.000. Yale bezit hiermee verreweg de grootste collectie van zijn werken. 
Hij publiceerde in 1841 zijn autobiografie. Hij overleed twee jaar later op 87-jarige leeftijd  in New York.

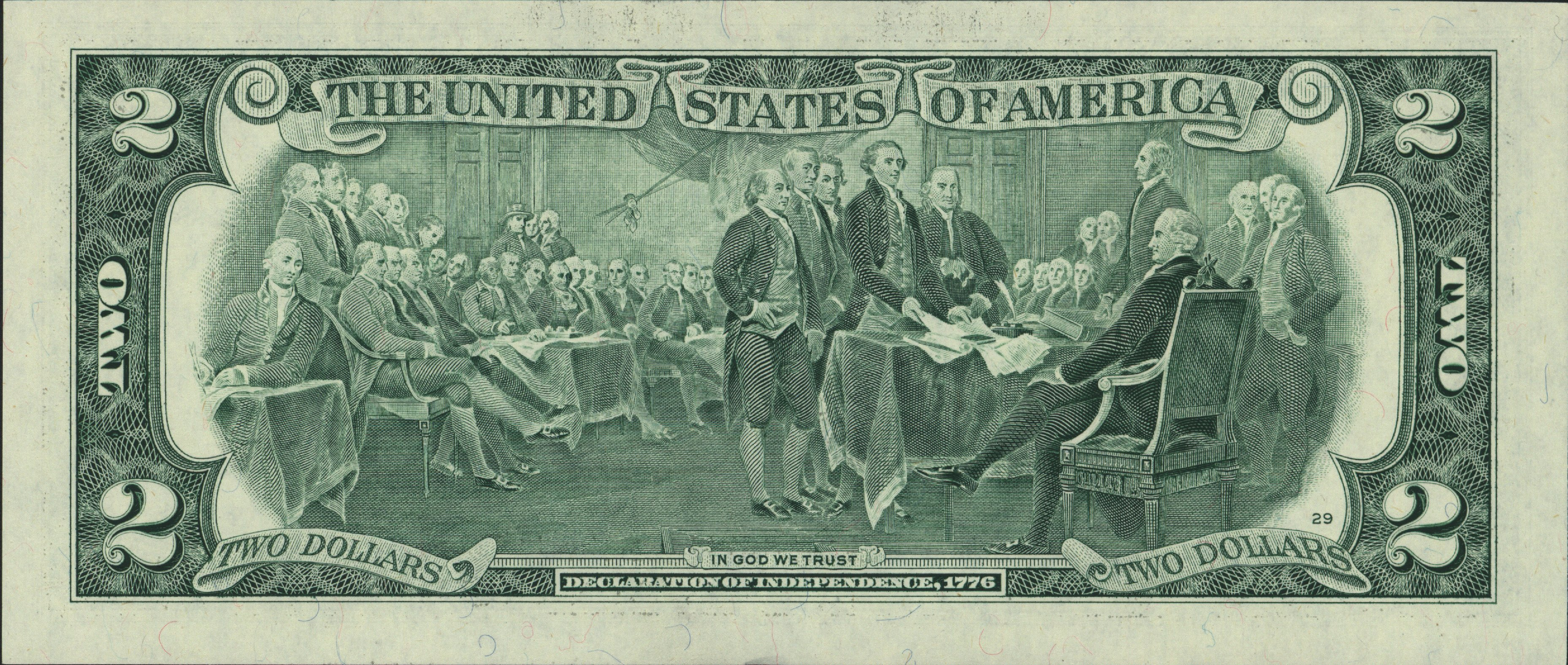
De Onafhankelijkheidsverklaring op een bankbiljet van twee dollar.

## Wetenswaardigheden
- Trumbulls De Onafhankelijkheidsverklaring (1817) wordt afgebeeld op de keerzijde van de huidige twee-dollarbiljetten van de Verenigde Staten. Een van zijn portretten van Alexander Hamilton wordt gebruikt op het biljet van tien dollar.

## Historiestukken (selectie)

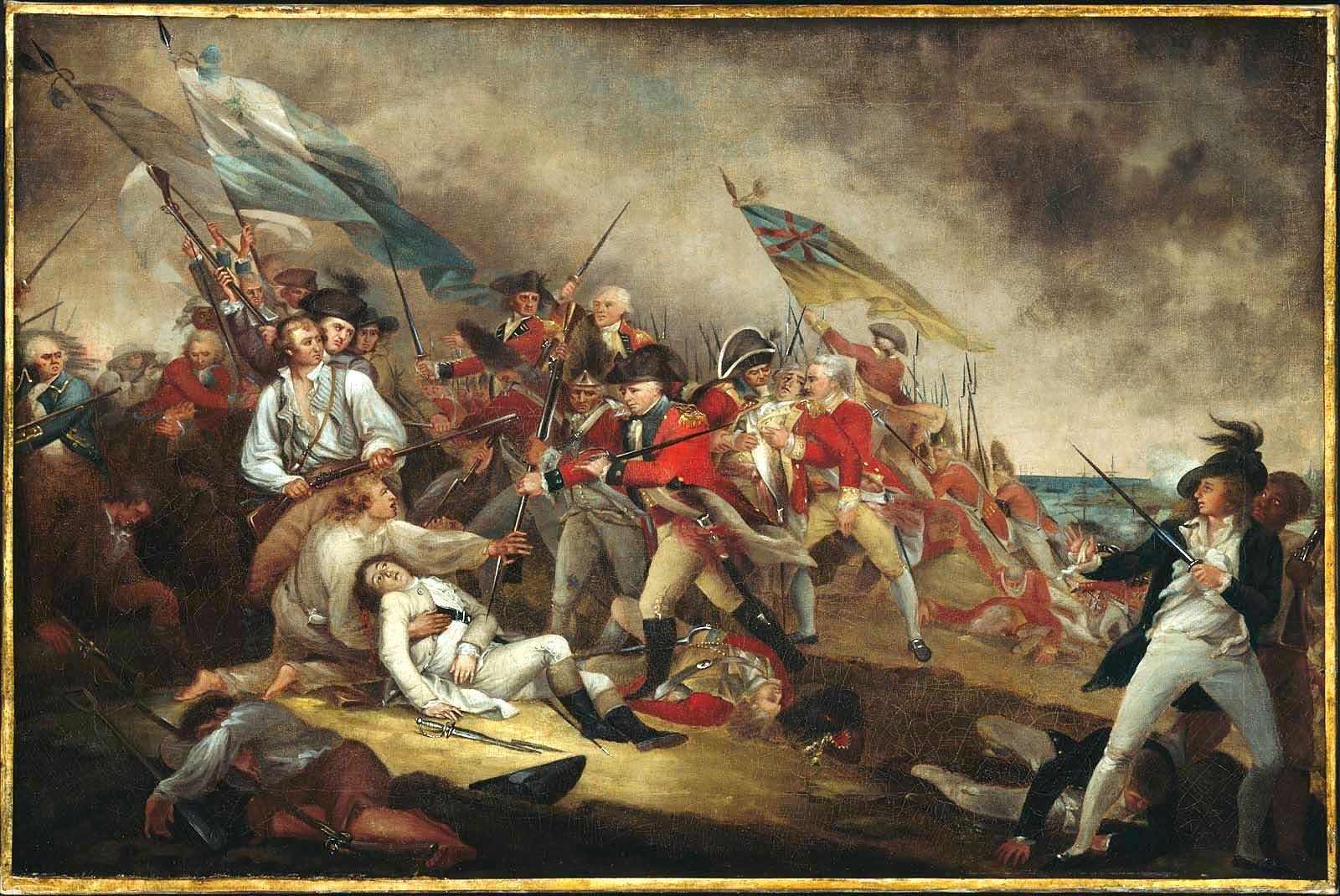
De dood van Generaal Warren bij de Slag om Bunker's Hill, 1775 (1786)
De Onafhankelijkheidsverklaring (1817)
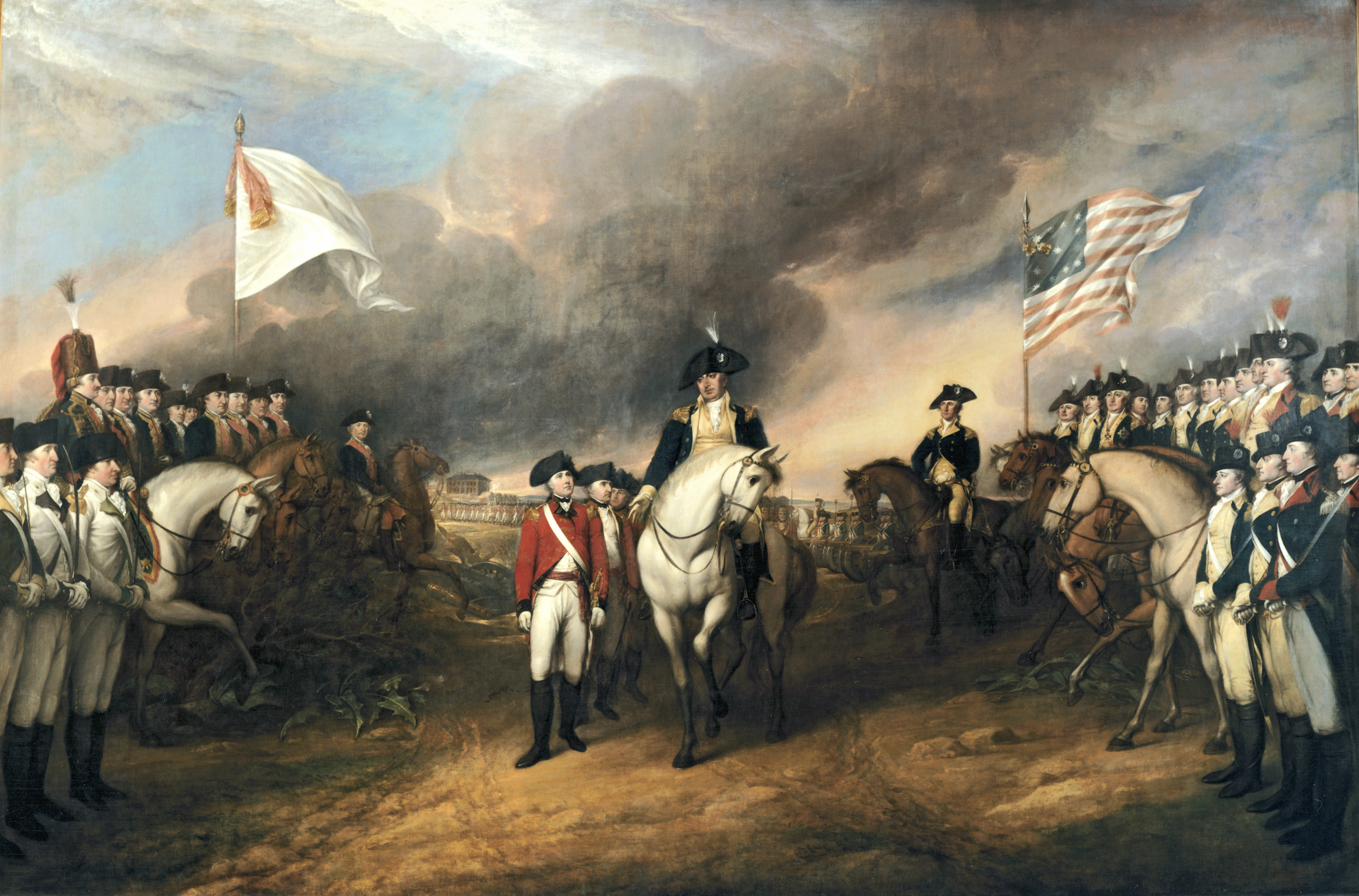
Overgave van Lord Cornwallis (1820)
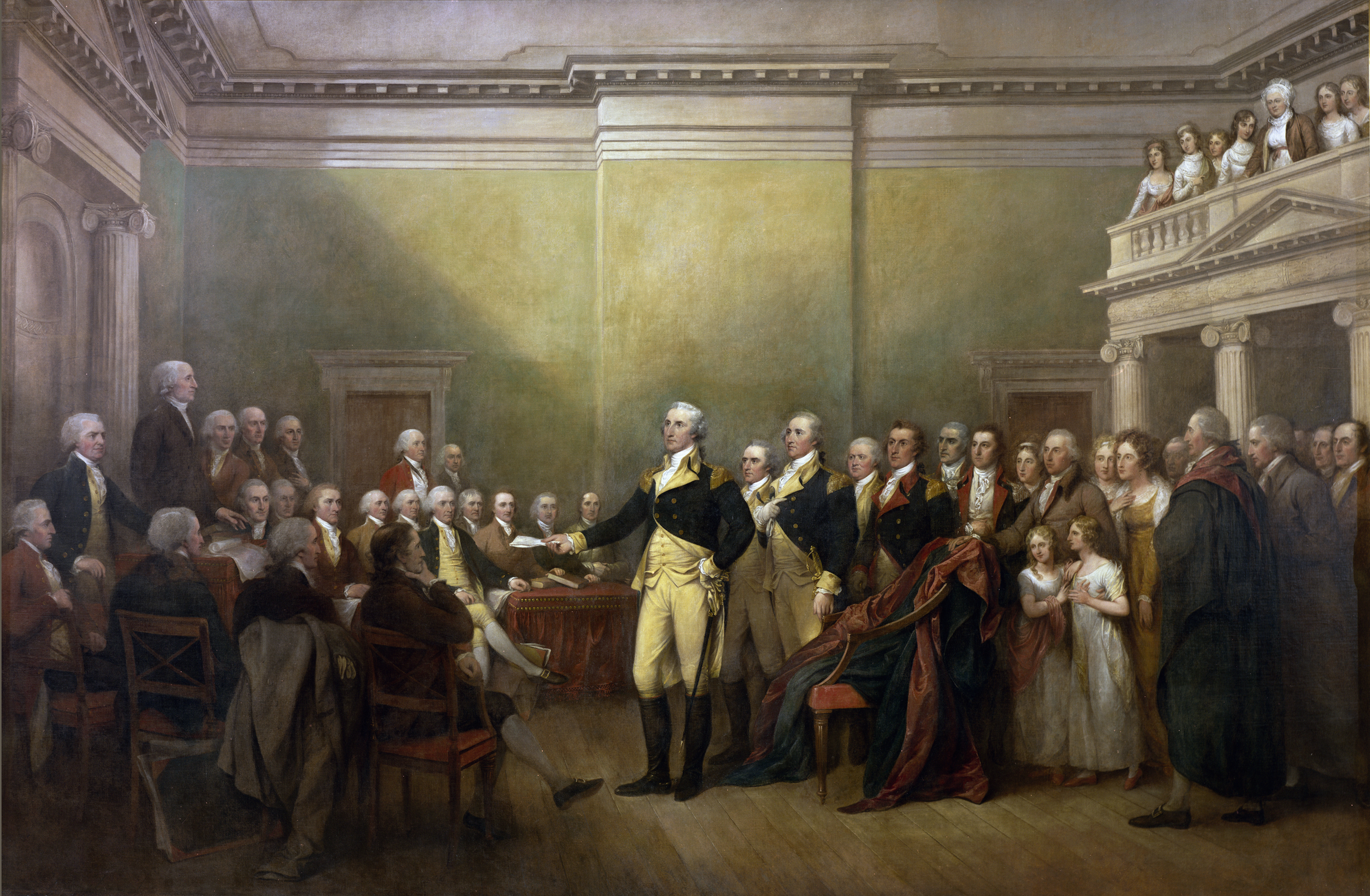
Generaal George Washington treedt terug als opperbevelhebber (1824)

## Portretten (selectie)

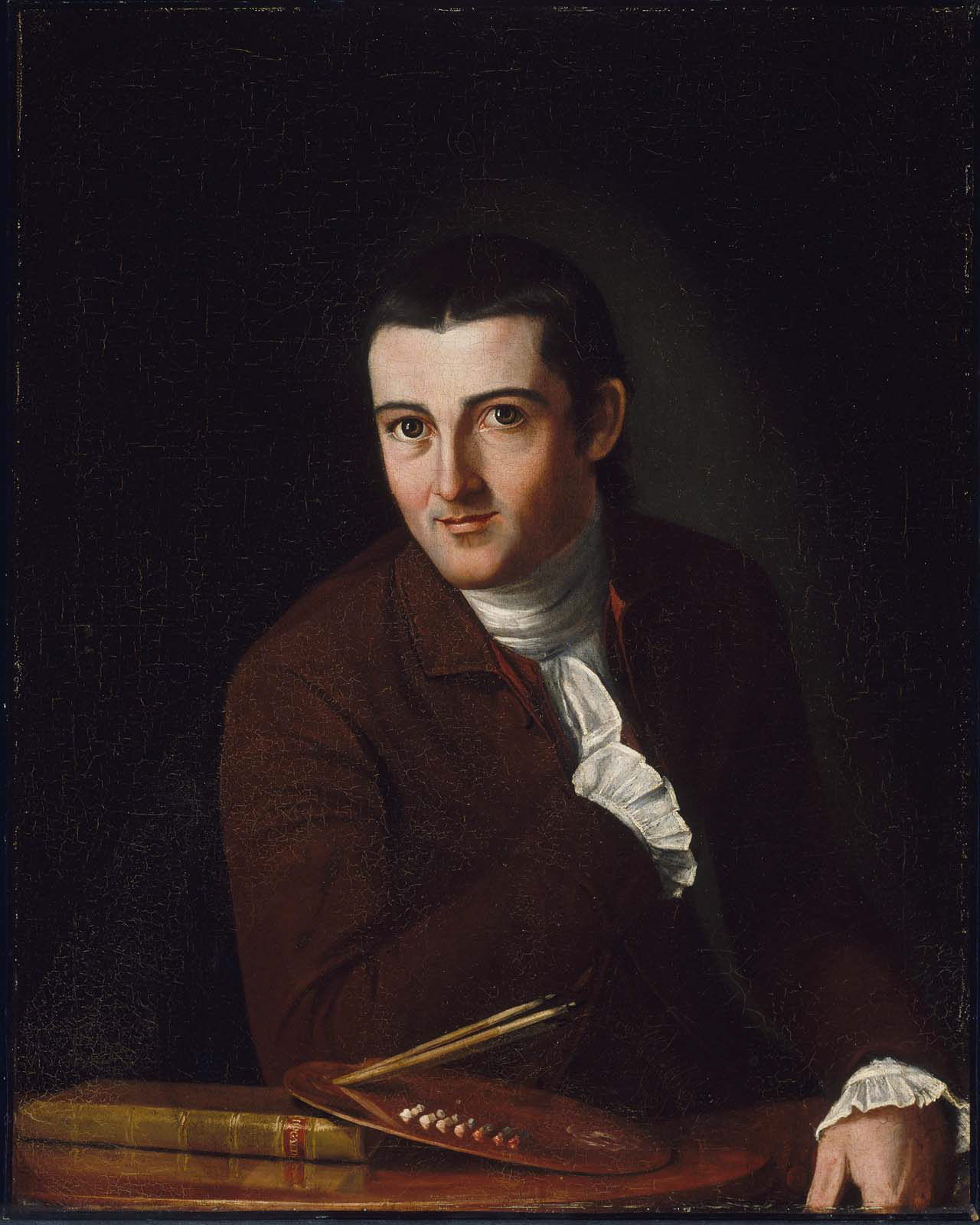
Zelfportret, 1777
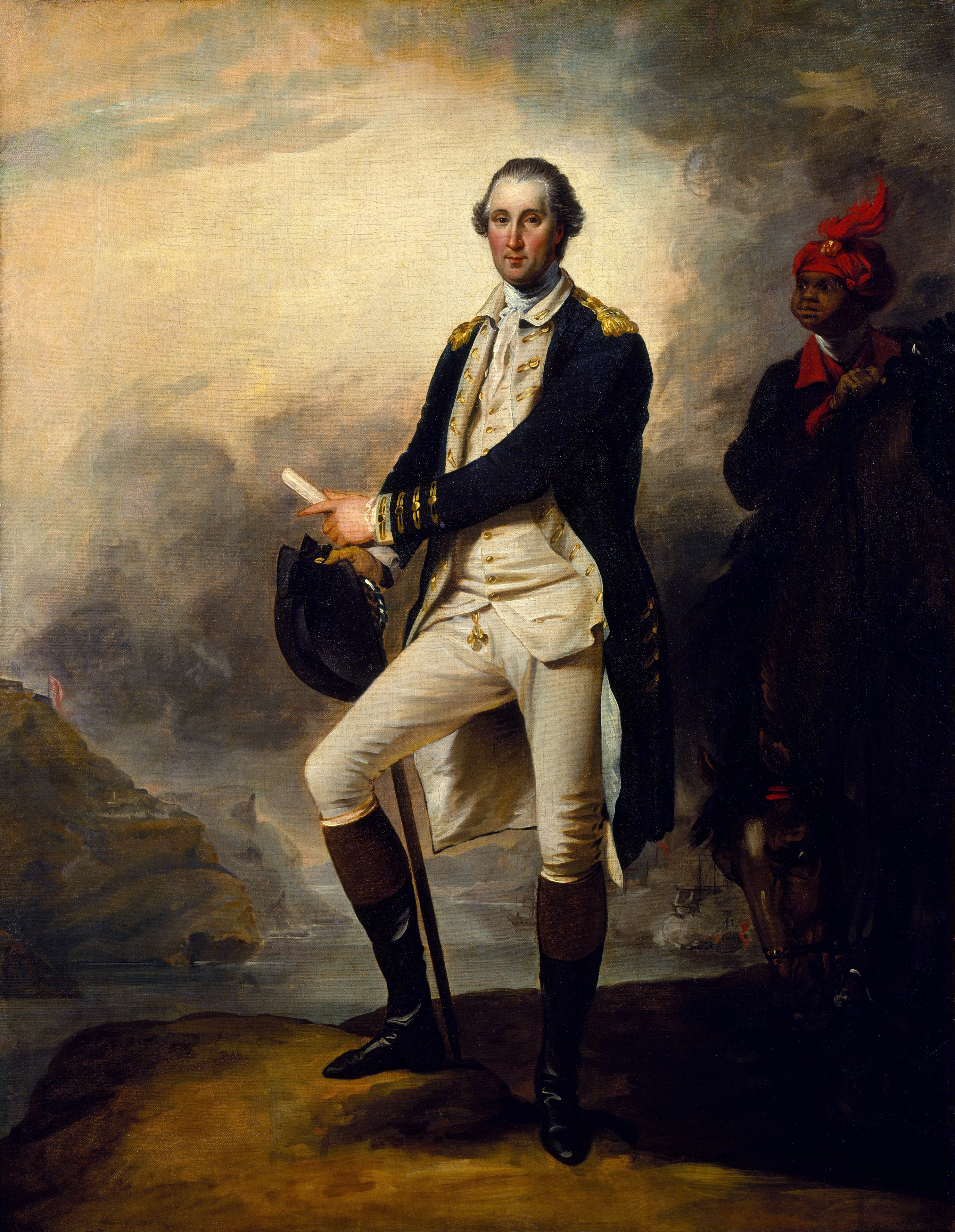
George Washington, 1780
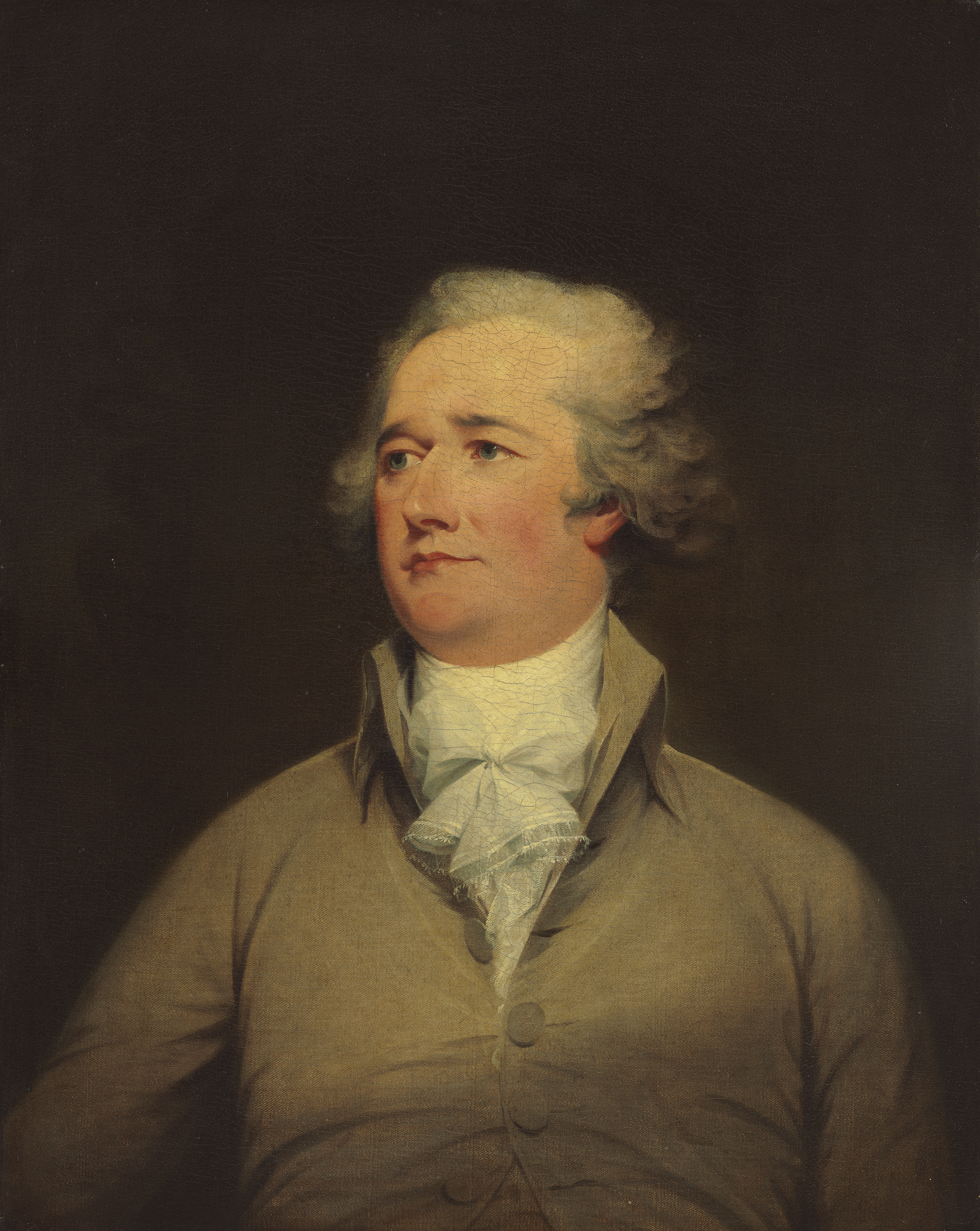
Alexander Hamilton, 1792
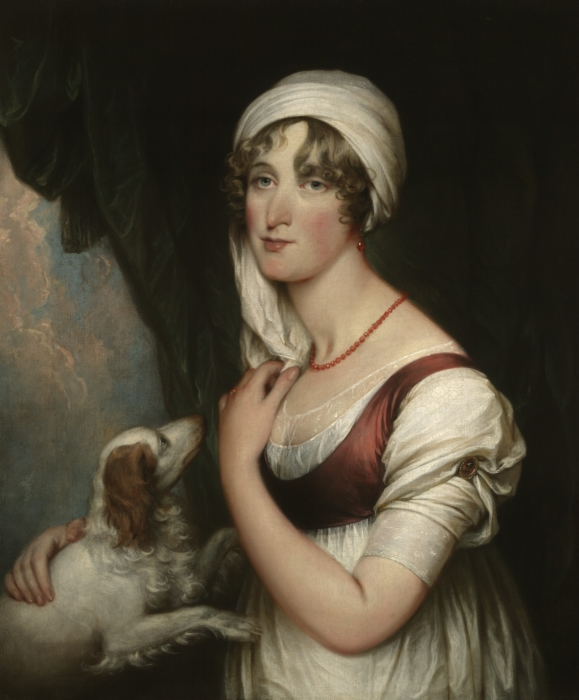
Mevr Sarah Trumbull met een spaniël, 1802